# Никола Сарафов (революционер)
Вижте пояснителната страница за други личности с името Никола Сарафов.
Никола Сарафов, известен като Кольо Сарафчето, е български революционер, куриер на ВМОРО.

## Биография
Сарафов е роден през 1865 година в кочанското село Саса, Османската империя. През пролетта на 1903 година край Радомир се образуват пет чети с войводи – Христо Чернопеев, Петър Самарджиев, Никола Жеков и Панайот Байчев и една чета, наречена техническа, която да се грижи за поставянето на мини. Главнокомандващ на всички чети е Христо Чернопеев. По време на Илинденското въстание Сарафчето е куриер на посочените чети и се сражава в Кочанско. Става войвода на първата организирана чета в Кочанско.
| Чета на Никола Сарафов, 20 февруари 1904 година | Чета на Никола Сарафов, 20 февруари 1904 година | Чета на Никола Сарафов, 20 февруари 1904 година | Чета на Никола Сарафов, 20 февруари 1904 година | Чета на Никола Сарафов, 20 февруари 1904 година |
| Номер                                           | Име                                             | Селище                                          | Околия                                          | Забележка                                       |
| ----------------------------------------------- | ----------------------------------------------- | ----------------------------------------------- | ----------------------------------------------- | ----------------------------------------------- |
| 1.                                              | Коле Сарафчето                                  | Саса                                            | Кочанска                                        | върнал се                                       |
| 2.                                              | Алекса Трифунов                                 | Зърновци                                        | Кочанска                                        | върнал се по болест                             |
| 3.                                              | Яне Георгиев                                    | Пантелей                                        | Кочанска                                        | предал се                                       |
| 4.                                              | Божин Максимов                                  | Прибачево                                       | Кочанска                                        | по болест и предал се                           |
| 5.                                              | Дамян Стоимилов                                 | Пантелей                                        | Кочанска                                        | предал се                                       |
| 6.                                              | Стоимен Стоилов                                 | Саса                                            | Кочанска                                        | върнал се                                       |
| 7.                                              | Стоица Манев                                    | Саса                                            | Кочанска                                        | по негодност                                    |
| 8.                                              | Симеон Георгиев Клинчарски                      | Витоша                                          | Кочанска                                        | върнал се                                       |
| 9.                                              | Марко Апостолов                                 | Речани                                          | Кочанска                                        | върнал се                                       |
| 10.                                             | Филип Лазаров                                   | Зърновци                                        | Кочанска                                        | не мина от страх                                |
| 11.                                             | Костадин Георгиев                               | Липец                                           | Кочанска                                        | върнал се                                       |
| 12.                                             | Павле Монев                                     | Кратово                                         | Кратовска                                       | върнал се                                       |
| 13.                                             | Стефан Аризанов                                 | Кошиново                                        | Прилепска                                       | по негодност                                    |
| 14.                                             | Христо Стамболиски Кацарев                      | Владимирово                                     | Малешевска                                      |                                                 |
| 15.                                             | Масо Димитриев Саравски                         | Саса                                            | Кочанска                                        | предал се вътре                                 |
| 16.                                             | Димитър Кърстев                                 | Слокощица                                       | Кюстендилска                                    | върнал се                                       |
| 17.                                             | Блаже Стефанов                                  | Тресонче                                        | Дебърско                                        | върнал се                                       |
| 18.                                             | Христо Петрушов                                 | Отуне                                           | Тетовско                                        |                                                 |

След Илинденско-Преображенското въстание продължава да работи като куриер към пункта на организацията в Кюстендил, където се занимава с организиране на пренасянето на оръжие, материали и други към вътрешността. На Скопския конгрес на ВМОРО от 1905 година е решено Мише Развигоров да разследва Никола Сарафов за парични злоупотреби, в случай на констатирани нарушения да бъде наказан със смърт, а в противен случай да бъде изолиран от организацията.
При избухването на Балканската война в 1912 година е доброволец в Македоно-одринското опълчение в нестроева рота на 9-а велешка дружина. Награден е с орден „За храброст“ IV степен.
След Първата световна война, през 1921 година е пребит до смърт от сръбската администрация във Вардарската бановина. Умира със строшен гръбнак в болницата в Щип.